# Vaso Dewar

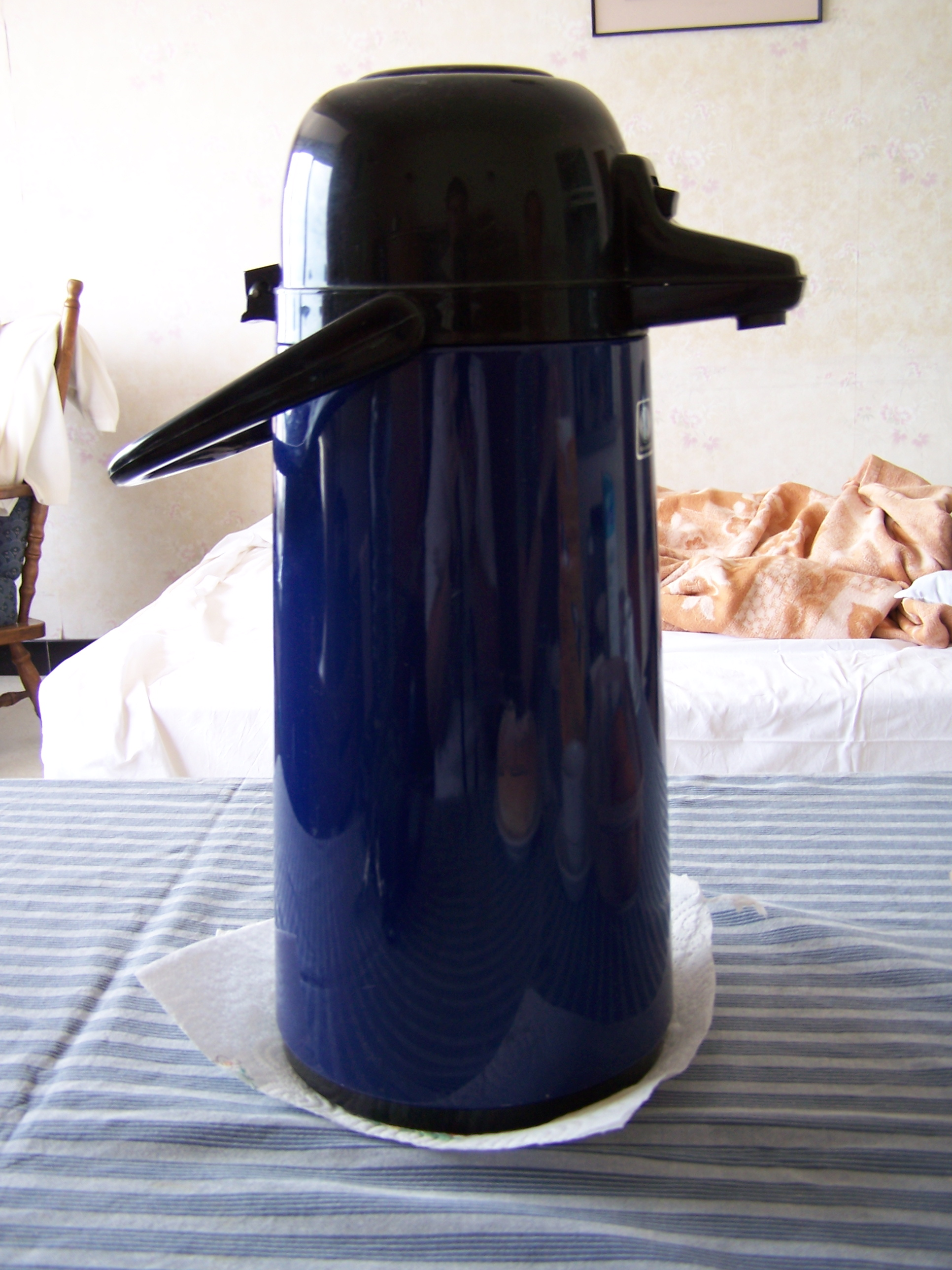
Un termo, aplicación común del vaso Dewar.

Un vaso Dewar es un recipiente diseñado para proporcionar aislamiento térmico, disminuir las pérdidas de calor por conducción, convección o radiación. Se utiliza para almacenar líquidos, fríos o calientes. El vaso Dewar es llamado así por su inventor, el físico escocés James Dewar (1842-1923).

## Descripción
Su estructura principal consta de una doble pared de vidrio, pintada de plateado, y en el espacio intermedio se produce vacío, cuya función principal es evitar la transferencia de energía por convección y conducción, mientras que el plateado permite reflejar la radiación, ya que la plata es un muy buen reflector y tiene baja emisividad. Últimamente se utilizan también fibras de vidrio en el interior para dicho fin.
Para su uso industrial se fabrican de acero inoxidable, que presenta las ventajas de ser más ligero, no ser frágil y soportar cambios bruscos de temperatura. Desde el punto de vista termodinámico, solo varía la conductividad térmica del material, pero como solo se produce conducción en el cuello de la botella y en alguna otra unión que pueda existir entre las paredes interna y externa del vaso, su efecto es despreciable.
Otro mecanismo que se utiliza para evitar la pérdida de energía es la reducción del radio del cuello.

## Usos
Su principal utilización es en el almacenamiento de Nitrógeno líquido (cuyo punto de ebullición es de 77 K) y oxígeno líquido (su punto de ebullición es a 90 K), durante mucho tiempo sin necesidad de refrigeración.
Para almacenar Helio, que posee un punto de ebullición demasiado bajo (4,2 K), el vaso Dewar debe tener una capa cuádruple de vidrio y el espacio entre paredes se llena con nitrógeno líquido.
Los vasos Dewar se usan fuera del laboratorio como termos, para mantener alimentos calientes o fríos. En los termos, la superficie aislante suele ser de  plástico o metal debido a su menor coste y mayor facilidad de fabricación.